# おかげさま
「おかげさま」は、2015年1月1日に発売された福田こうへいの3枚めのシングル。

## 解説
- デビュー、セカンドシングルの表題曲である「南部蝉しぐれ」と「峠越え」、及び、コンサートでの人気楽曲を収録したシングル。

## 収録曲
1. 南部蝉しぐれ
  - 作詞：久仁京介／作曲：四方章人／編曲：前田俊明
2. 峠越え
  - 作詞：久仁京介／作曲：四方章人／編曲：前田俊明
3. ひとりじゃないから (ライブバージョン)
  - 作詞：吉幾三／作曲：吉幾三／編曲：伊戸のりお
4. 男道 (ライブバージョン)
  - 作詞：浅沼肇／作曲：山田倫久／編曲：中川英治